# Белерофонт
Белерофонт (на гръцки: Βελλεροφόντης, буквално „убиец на Белер“) в древногръцката митология е прозвище на героя Хипоной (на гръцки: Ἰππόνοος - познавач на конете).

## Произход
Син е на Главк (синът на Сизиф - предполагаемият основател на град Коринт) и Евримеда, въпреки че Главк би могъл да бъде и едноименният морски бог, а негова майка - морската богиня Евринома, представяна в тази роля в двойка с Посейдон, или някой от тях да е баща на Хипоной и майка да му е смъртна жена с името Евринома (дъщеря на Нис, владетел на Мегара, за който атинската митологическа традиция твърди, че е воювал с цар Минос от остров Крит, като съюзник на атинския цар Егей). 
В класическата легенда за него, той е покровителстван от богинята Атина, която му дава крилат кон, наричан Пегас, с чиято помощ убива Химера (описвана като чудовище с 3 глави - на лъв, змия и коза). Като друга връзка между него и Пегас е посочван техният общ произход, включително - отъждествяването или родство (според Стефан Византийски) между Хипоной и Хризаор (син на Посейдон и горгоната Медуза). В изкуството на Ренесанса с митичния кон е свързван повече друг герой - Персей, убиецът на горгоната, но в древните митове не е така (в тях той също лети, но благодарение на магията на бог Хермес, който му услужва със своите летящи сандали). Посейдон и цар Главк си съперничат и за любовта на магьосницата Местра, но изглежда тя не е сочена като майка на Хипоной или Пегас, въпреки способността си да се преобразява в кобила (подобно на богинята Деметра, която при подобни обстоятелства забременява с коня Арейон).

## Легенда
Според митологията, той убива един от братята си, както и някого си Белер (вероятно преди това и без да иска). По това време Белерофонт вече е могъщ воин и затова, когато заминава от родния си град за Тиринт, където заживява у неговия цар Приет, в него се влюбва съпругата му Антея/Антия (според Омир, но в други източници - Сфенебея/Стенебоя). Пренебрегната от героя, тя тайно го наклеветява пред мъжа си, приписвайки му собствените си стремления. В резултат, младежът е пратен при баща й - Йобат (Иобат), цар на Ликия с писмо (явно - на неразбираемия за Белерофонт ликийски език) с указание да го убие, като осквернител на семейната чест.
Обаче и Йобат не се решава лично да убие Белерофонт, тъй като той е негов гост. Вместо това, според легендата, той му поставя за задача да отърве съседната област Кария от вилнеещото там демонично същество Химера. Това той постига посредством копието си, на чийто връх забожда парче олово, което се разтопява в гърлото й и я задавя и задушава. Тази история също може да е в основата на неговия прякор, предвид близкото звучене на първата част от името му и гръцките думи за този тип оръжия (βέλεμνον, βελόνη, βέλος). Освен това има и тълкование, според което той отначало е имал по-скоро значението на "унищожител на злото" (от έλλερον - зло). Героят разгромява и местните диваци - планинско племе, наричано солими, а след това се справя и с враждуващите с царя амазонки.
Накрая Йобат, който упорства в намерението си да отмъсти за мнимото посегателство над дъщеря му, прави на Белерофонт засада с най-силните мъже на Ликия, но когато той побеждава и тях, най-сетне размисля. Според някои митове това е предшествано от опит на Хипоной да наводни околностите на столицата с помощта на Посейдон. Магията му спира да действа, когато героят е засрамен и обърнат в бягство от приближила тълпа разголени жени. Понеже Белерофонт видимо е под закрилата на боговете, той предпочита да се сроди с него и му дава за съпруга друга своя щерка - Филоноя - и им оставя в наследство владенията си.
Щастливият живот на Белерофонт и Филоноя, която ражда от него Хиполох, Изандър (Лизандър) и Хиподамея (Лаодамея) е помрачен от смъртта на последните двама. Според легендата, те са погубени от двама от боговете-олимпийци: Арес убива момчето (което вероятно означава, че то умира в битка), а Артемида (или някаква тайнствена болест) – момичето, но не и преди тя да стане майка на прочутия с дълголетието си Сарпедон. Убийствата им се обясняват с гнева на божествата спрямо постъпката на Белерофонт по отношение на Алтея, когато научава истината за причината за своите приключения. Според тази версия (на Еврипид), той я взема със себе си в един от своите полети и я хвърля в морето. Все пак според други легенди (пресъздадени в творчеството на Хигин) тя умира самоубивайки се от отчаяние - било за това, че е заминал (невредим) от дома й, било че се е задомил с друга, или просто умира от мъка по него.
Според Пиндар и други, към края на живота си Белерофонт се самозабравя и решава да се изкачи с Пегас до небесата (или може би - до обиталището на боговете на планината Олимп), но конят, ухапан от конска муха (или овод - тип паразитна муха), пратена от тях, го хвърля от гърба си. Той или умира при падането, което се случва в местност, предполагаемо разположена в земите на Киликия, наричана Алейското поле или окуцява (според Еврипид) и дори - ослепява (понеже пада сред трънаци); във всеки случай явно не се издига особено високо. У Хигин причината е страхът му от височините. Според разказите в които оцелява, Белерофонт става скитник и умира сред всеобщо неуважение, но все пак накрая проумява грешката си и е опростен от боговете. Сред рационалистическите обяснения на митологията около Белерофонт е и това, че той е бил знаменит с постиженията си древен астроном.